# Cloud Cult
Cloud Cult – amerykański zespół indierockowy, prowadzony przez piosenkarza/autora piosenek Craiga Minowa. W 2004 roku grupa została nominowana do nagrody „Artist of the Year” przez Minnesota Music Awards.

## Członkowie zespołu
- Craig Minowa – piosenkarz, autor piosenek
- Arlen Peiffer – perkusja
- Shannon Frid-Rubin – skrzypce
- Daniel Zamzow – wiolonczela
- Shawn Neary – gitara basowa
- Sarah Elhardt-Perbix – keyboard, róg, trąbka
- Connie Minowa – artysta wizualny
- Scott West – artysta wizualny, trąbka

## Dyskografia
- The Shade Project (1994)
- Who Killed Puck? (2001)
- Lost Songs from the Lost Years (2002)
- They Live on the Sun (2003)
- Aurora Borealis (2004)
- Advice from the Happy Hippopotamus (2005)
- The Meaning of 8 (2007)
- Feel Good Ghosts (Tea-Partying Through Tornadoes) (2008)
- Lost Songs from the Lost Years (limitowana reedycja) (2009)
- Light Chasers (2010)
- Love (2013)
- Unplug (2014)